# Дубова (Бердичівський район)
Ду́бова — село в Україні, у Гришковецькій селищній територіальній громаді Бердичівського району Житомирської області. Населення становить 129 осіб (2001).

## Географія
На південно-східній стороні від села пролягає автошлях М21 (автомобільний шлях міжнародного значення на території України, Виступовичі — Житомир — Могилів-Подільський — кордон із Молдовою).

## Населення
За переписом населення України 2001 року в селі мешкало 128 осіб.

### Мова
Розподіл населення за рідною мовою за даними перепису 2001 року:
| Мова       | Відсоток |
| ---------- | -------- |
| українська | 99,22 %  |
| російська  | 0,78 %   |

## Історія
До 17 травня 2018 року село входило до складу Осиківської сільської ради Бердичівського району Житомирської області.